# La huida (película de 1972)
La huida (título original: The Getaway) es una película de acción realizada en Estados Unidos. Fue dirigida en el año 1972 por Sam Peckinpah y protagonizada por Steve McQueen, Ali MacGraw y Ben Johnson. El argumento está basado en una novela de Jim Thompson, y el guion, escrito por Walter Hill, fue dedicado a Raoul Walsh. La cinta alcanzó un gran éxito comercial. En 1994 se realizó una segunda versión (remake) con el mismo título, dirigida por Roger Donaldson y protagonizada por Alec Baldwin y Kim Basinger. Es el top 18 de las 100 mejores películas de acción de todos los tiempos por GQ.

## Argumento
Doc McCoy (Steve McQueen) se encuentra en la cárcel cumpliendo una condena de 10 años de trabajos forzados por asalto a mano armada. Su esposa Carol (Ali MacGraw) lo visita e intercede ante Jack Beynon (Ben Johnson), un corrupto e influyente hombre de negocios, para lograr su libertad anticipada. Beynon le exige a cambio de su libertad, dirija el atraco a un banco acompañado por dos pistoleros: Rudy (Al Lettieri) y Frank (Bo Hopkins). 
Doc McCoy planifica detalladamente el robo y consigue un cuantioso botín, sin embargo surgen complicaciones por la inexperiencia de sus cómplices y debe escapar precipitadamente acompañado de su esposa Carol. Durante la huida son traicionados y perseguidos, viéndose obligados a cambiar varias veces de vehículo y defenderse violentamente. Finalmente logran escapar a México gracias a una vieja camioneta y la ayuda de un buen samaritano (Slim Pickens) que ve recompensada generosamente su colaboración.
Cuando su esposa Carol lo visita en la cárcel, Doc le pide hacer todo lo necesario para lograr un trato con Jack Beynon para liberarlo, un corrupto hombre de negocios de San Antonio. Carol seduce a Beynon, se convierte en su amante, usa su influencia y obtiene la libertad condicional de Doc con la condición de participar en un robo al banco local con dos de sus secuaces, Rudy y Frank, dos hombres de cuidado, asesinos y peligrosos. Frank mata a un guardia, luego Rudy intenta traicionarlo, matando a Frank y atrae a Doc para compartir el dinero en una casa abandonada al costado de la carretera, cuando se encuentran Doc rápidamente reacciona y dispara a Rudy varias veces, toma el maletín con el dinero del robo, los $ 500,000 ($ 3,087,500 en 2020) y escapa, pero Rudy solamente está herido, al tener un chaleco antibalas.
Doc se encuentra con Beynon en una reunión previamente acordada en su casa, sin saber que había un acuerdo para traicionarle, Carol se colaría silenciosamente en la reunión y mataría a Doc; pero Carol cambia de opinión, apunta con su arma a Beynon y lo mata. Doc, es mal tratado por Beynon antes del disparo mortal de Carol, descubre que Carol era su amante, que tuvo relaciones sexuales con Beynon para asegurar su libertad condicional, entonces enfadado, recoge el dinero en el maletín y tras una amarga discusión con Carol, la pareja huye hacia la frontera de El Paso.
Rudy se recupera del ataque, roba un coche, conduce por la carretera y llega a una casa donde trabaja un veterinario, obliga al veterinario rural Harold y su esposa Fran a tratar sus heridas de bala, luego los secuestra para perseguir a Doc y Carol por la carretera al sur; el hermano de Beynon, un estafador de la región llamado Cully y sus matones también persiguen a Doc McCoy para robar el dinero del maletín. En una estación de tren, un estafador intercambia las llaves del casillero con Carol y roba su maletín de dinero, Doc lo sigue hasta un tren y lo recupera, golpea con fuerza y queda herido, aunque el estafador guarda un paquete del dinero en su chaqueta. El estafador herido y un pasajero del tren, un niño jugando a molestar a Doc con una pistola de chorros de agua, denuncian el robo de la maleta en el tren, son llevados a la comisaría, donde identifican la foto de Doc y la policía lo busca por el robo al banco.
Doc regresa a la estación de trenes donde Carol lo esperaba, con el maletín del dinero recuperado porque la quiere a pesar de todo, compra un coche usado rápidamente y ahora los McCoy escapan por la carretera, se dirigen a una tienda de electrónica en un pueblo pequeño camino a México, donde Doc compra una radio portátil para escuchar las transmisiones de la policía, entonces desesperado apaga el radio cerca del escritorio del propietario y transmite las noticias del robo al banco, los asesinatos y todos los incidentes anteriores donde ellos estuvieron involucrados. Cuando todos los televisores en venta de la tienda muestran la foto de Doc buscado por la policía como un delincuente peligroso en las noticias, se va inmediatamente del lugar. El propietario de la tienda reconoce la imagen de las noticias del televisor y llama a la policía por su teléfono, con la esperanza de recibir una recompensa por su captura. Doc al verse descubierto, roba una escopeta de la tienda de armas vecina y dispara al coche de policía, porque llega rápidamente y buscan el maletín en la tienda de radio, la calle del frente y a pocos metros de ellos, para poder escapar van en dirección al norte, luego giran totalmente en medio de la carretera, esconden el coche al costado del camino y se suben a un bus que los lleva al sur.
La esposa del veterinario seduce a Rudy, sabe acerca del robo al banco y espera ganar dinero con él, la atracción mutua entre Rudy y la esposa del veterinario les lleva a tener relaciones sexuales consensuadas en dos ocasiones frente a su esposo, mientras está atrapado atado en una silla en el motel de un pueblo pequeño en el camino a México. Humillado, el veterinario se ahorca en el baño del motel, Rudy y Fran siguen adelante hacia el sur, sin apenas reconocer el suicidio, para juntos recuperar el dinero y escapar. Se registran en un hotel de El Paso utilizado por los delincuentes como casa segura, porque Rudy sabe que los McCoy se dirigirán al mismo lugar en cualquier momento en su camino a México. 
Cuando Doc y Carol se registran en el hotel de refugio, piden les lleven comida a la habitación asignada, pero el gerente, un conocido de Doc llamado Laughlin, dice estar trabajando solo y no puede dejar el escritorio de la recepción del hotel. Doc sospecha de la actitud de Laughlin, despidió a su familia porque algo peligroso está a punto de suceder. Le pide a Carol vestirse rápidamente para poder escapar juntos del hotel. Un Rudy armado llega a la puerta de su habitación mientras su amante Fran, se hace pasar por una repartidora de comida, mesera del hotel, para recuperar el maletín de dinero y escapar juntos. Al mirar desde una puerta de habitación vecina, Doc se sorprende al ver a Rudy con vida, se acerca sigilosamente a Rudy, lo golpea, deja inconsciente y también golpea a su amante Fran.
Cully, el hermano de Beynon y sus matones llegan al hotel de refugio, cuando los McCoy intentan irse, se produce un violento enfrentamiento entre todos, un tiroteo en los pasillos del hotel, las escaleras y el ascensor; casi todos los hombres de Cully mueren, uno queda con vida, Doc le permite escapar del hotel y del pueblo, ante la pronta llegada de la policía. Cully muere cuando Doc dispara a los cables del ascensor, porque se encuentra oculto, y se estrella contra el fondo del pozo del ascensor del edificio. Rudy vuelve en sí, sigue a Doc y Carol, afuera hacia una escalera de incendios y les dispara. Doc devuelve el fuego y finalmente le mata, su amante Fran escapa del hotel y del pueblo sin poder conseguir el dinero del maletín. Con la policía en camino para recuperar el dinero robado, la pareja secuestra una camioneta y obliga al conductor, un viejo vaquero cooperativo rural, a llevarles como pasajeros hasta México. Después de cruzar la frontera, Doc y Carol le pagan al vaquero $ 30,000 dólares ($ 185,250 en 2020) por la compra de su vieja camioneta y guardar silencio. Lleno de alegría, el vaquero regresa a El Paso a pie, mientras la pareja continúa su escape hacia México y desaparecen de la policía con el dinero robado al banco.

## Versión española
La censura cinematográfica del franquismo se ocupó de suprimir la escena final para evitar que ningún crimen quedase sin castigo.
En su lugar se puso en pantalla un cartel donde podía leerse que ambos fueron posteriormente detenidos y encarcelados.